# Monitor Polski B
Dziennik Urzędowy Rzeczypospolitej Polskiej „Monitor Polski B” (Monitor Polski B, M.P.”B”) – dawny dziennik urzędowy Rzeczypospolitej Polskiej, wydawany od 20 stycznia 1994 do 31 grudnia 2012 przez Centrum Usług Wspólnych (instytucję gospodarki budżetowej wchodzącą w skład Kancelarii Prezesa Rady Ministrów), w którym były ogłaszane sprawozdania finansowe wymagane przez ustawę o rachunkowości, ogłoszenia i obwieszczenia przedsiębiorców, a także informacje, komunikaty, ogłoszenia i obwieszczenia organów, instytucji i osób.
Zgodnie z art. 64 ustawy o rachunkowości, badaniu przez biegłego rewidenta i ogłaszaniu w „Monitorze Polskim B” podlegały roczne sprawozdania finansowe m.in. banków, zakładów ubezpieczeń, zakładów reasekuracji, spółek akcyjnych, funduszy emerytalnych oraz pozostałych jednostek, które w poprzedzającym roku obrotowym, za który sporządzono sprawozdania finansowe, spełniły co najmniej dwa z następujących warunków:
- średnioroczne zatrudnienie w przeliczeniu na pełne etaty wyniosło co najmniej 50 osób,
- suma aktywów bilansu na koniec roku obrotowego stanowiła równowartość w walucie polskiej co najmniej 2 500 000 euro,
- przychody netto ze sprzedaży towarów i produktów oraz operacji finansowych za rok obrotowy stanowiły równowartość w walucie polskiej co najmniej 5 000 000 euro.

Zgodnie z art. 70 ustawy o rachunkowości, kierownik jednostki, której sprawozdanie finansowe podlegało obligatoryjnemu badaniu, był obowiązany złożyć do ogłoszenia w „Monitorze Polskim B”, w ciągu 15 dni od dnia ich zatwierdzenia, następujące dokumenty:
- wprowadzenie do sprawozdania finansowego stanowiące część informacji dodatkowej;
- bilans;
- rachunek zysków i strat;
- zestawienie zmian w kapitale własnym;
- rachunek przepływów pieniężnych za dany rok obrotowy;
- a także opinię biegłego rewidenta oraz odpis uchwały bądź postanowienia organu zatwierdzającego o zatwierdzeniu sprawozdania finansowego i podziale zysku lub pokryciu straty.

Wysokość opłat za ogłaszanie obwieszczeń i ogłoszeń w „Monitorze Polskim B” regulowało rozporządzenie Prezesa Rady Ministrów z 3 października 2001. W 2012 r. opłata wynosiła 792,28 zł brutto za stronę.
Zgodnie z art. 23 ustawy z 16 września 2011 r. o redukcji niektórych obowiązków obywateli i przedsiębiorców „Monitor Polski B” przestał ukazywać się 1 stycznia 2013, co było konsekwencją zniesienia obowiązku publikowania w nim sprawozdań finansowych przez podmioty, które składają sprawozdania do Krajowego Rejestru Sądowego. Podmioty, które na podstawie ustawy o rachunkowości mają obowiązek ogłaszania swoich sprawozdań finansowych, a nie muszą obligatoryjnie przekazywać sprawozdań do KRS (m.in. spółki cywilne oraz osoby fizyczne prowadzące działalność gospodarczą ), od 1 stycznia 2013 ogłaszają je w Monitorze Sądowym i Gospodarczym.